# フォトグラフ (映画)
『フォトグラフ』（原題:The Photograph）は、2020年に公開されたの恋愛映画。監督はステラ・メギー、主演はイッサ・レイとラキース・スタンフィールドが務めた。
本作は日本国内で劇場公開されなかったが、配信が行われている。

## 概略
メイ・モートンの元に長らく疎遠だった母親（クリスティーナ）が急逝したとの一報が届いた。その知らせを聞いたメイは複雑な心境になった。と言うのも、クリスティーナは写真家として有名だったが、メイは母親がどういう人生を歩んできたのかほとんど把握していなかったためである。ほどなくして、クリスティーナの遺品を整理していたメイは写真が収納されたケースを発見した。それらの写真はクリスティーナの若い頃に撮影されたものだった。メイはジャーナリストのマイケル・ブロックの協力を得て、その写真を手掛かりに母親の生涯を辿ることにした。その過程で、メイとマイケルの間に恋愛感情が芽生えていくのだった。

## キャスト
※括弧内は日本語吹替。
- メイ・モートン - イッサ・レイ（英語版）（佐古真弓）
  - 子供時代のメイ・モートン - ダコタ・パラダイス
- マイケル・ブロック - ラキース・スタンフィールド（山野井仁）
- サラ・ロジャース - チェルシー・ペレッティ（柴田絵梨香）
- アンディ・モリソン - ケルヴィン・ハリソン・Jr（岩河拓吾）
- クリスティーナ・イームズ - シャンテ・アダムス（英語版）（丸山有香）
- レイチェル・ミラー - ジャスミン・シーファス・ジョーンズ（英語版）（米本早希）
- カイル - リル・レル・ハウリー（後藤光祐）
- エイジア - テヨナ・パリス（野村麻衣子）
- アイザック・ジェファーソン - ロブ・モーガン（宮内敦士）
  - 若い頃のアイザック・ジェファーソン - イラン・ノエル（英語版）（八木岳）
- ルイス・モートン - コートニー・B・ヴァンス（五王四郎）
- ピーター・トーマス - マックスウェル・ウィッティントン＝クーパー（星野祐司）
- ヴァイオレット・イームズ - マーシャ・ステファニー・ブレイク（英語版）（千種春樹）
- ソフィア - フェニックス・ノエル
- サンドリーヌ - ライリー・ガブリエル・キング

## 製作
2019年3月18日、ステラ・メギー監督の新作映画にイッサ・レイとラキース・スタンフィールドが出演することになったとの報道があった。同月下旬、チェルシー・ペレッティ、ケルヴィン・ハリソン・Jr、シャンテ・アダムス、イラン・ノエル、ジャスミン・セファス・ジョーンズ、リル・レル・ハウリー、ロブ・モーガン、テヨナ・パリス、コートニー・B・ヴァンスらが起用された。4月、キングズリー・ベン＝アディルのキャスト入りが発表されたが、彼は結局出演しなかった。

### 音楽
2020年1月7日、ロバート・グラスパーが本作で使用される楽曲を手掛けるとの報道があった。31日、ラッキー・ダイエが歌う『Fade Away』がサウンドトラックの発売に先駆けてリリースされた。2月7日、バック・ロット・ミュージックが本作のサウンドトラックを発売した。

## マーケティング・興行収入
2019年11月1日、本作のオフィシャル・トレイラーが公開された。2020年1月29日、本作のオフィシャル・トレイラー第2弾が公開された。
本作は『ソニック・ザ・ムービー』、『ファンタジー・アイランド』、『ダウンヒル』と同じ週に封切られ、公開初週末に1150万ドル前後を稼ぎ出すと予想されていたが、その予想は的中した。2020年2月14日、本作は全米2516館で公開され、公開初週末に1218万ドルを稼ぎ出し、週末興行収入ランキング初登場4位となった。

## 評価
本作は批評家から好意的に評価されている。映画批評集積サイトのRotten Tomatoesには67件のレビューがあり、批評家支持率は73%、平均点は10点満点で6.72点となっている。サイト側による批評家の見解の要約は「ビジュアルはゴージャスで、ラブストーリーも観客を感動させる。また、イッサ・レイとラキース・スタンフィールドのケミストリーも見事である。それらのお陰で、『フォトグラフ』は良作に仕上がっている。」となっている。また、Metacriticには24件のレビューがあり、加重平均値は62/100となっている。なお、本作のCinemaScoreはB+となっている。